# Conselleria de Participació, Transparència, Cooperació i Qualitat Democràtica de la Generalitat Valenciana
La Conselleria de Participació, Transparència, Cooperació i Qualitat Democràtica és una conselleria o departament del Consell de la Generalitat Valenciana amb les competències de participació ciutadana, transparència, responsabilitat social, foment de l'autogovern i cooperació al desenvolupament.
El departament específic amb competències en matèria de participació i cooperació internacional es crea per primera vegada el 2004 (VI Legislatura del País Valencià) amb Francisco Camps de president. Després ha canviat de nom en diverses ocasions fins a l'actual de Participació, Transparència, Cooperació i Qualitat Democràtica que va adquirir en la X Legislatura (2019-) amb Rosa Pérez Garijo com a consellera del ram

## Estructura interna
El nivell directiu de la Conselleria de Participació, Transparència, Cooperació i Qualitat Democràtica de la Generalitat Valenciana queda integrat per les unitats següents:
- Consellera de Transparència, Responsabilitat Social, Participació i Cooperació: Rosa Pérez Garijo
  - Sotsecretari de la Conselleria de Transparència, Responsabilitat Social, Participació i Cooperació: Cristian Veses Donet
  - Secretari autonòmic de Participació i Transparència: Antoni Llorente Ferreres
    - Directora general de Participació Ciutadana: Maria Jesús Pérez Galant
    - Director general de Transparència, Atenció a la Ciutadania i Bon Govern: Andreu Gomis Fons

  - Secretaria autonòmica de Cooperació i Qualitat Democràtica: Antonia Serna Serrano
    - Directora general de Cooperació Internacional al Desenvolupament: María Consuelo Angulo Luna
    - Director general de Qualitat Democràtica, Responsabilitat Social i Foment de l'Autogovern: José Ignacio Pérez Rico

## Llista de conselleres i consellers
| #                                                                                           | Legislatura                                          | Nom                                                  | Nom                                                  | Inici mandat                                         | Fi mandat                                            | Partit polític                                       | Partit polític                                       |
| Conselleria de Cooperació i Participació (2004-2007)                                        | Conselleria de Cooperació i Participació (2004-2007) | Conselleria de Cooperació i Participació (2004-2007) | Conselleria de Cooperació i Participació (2004-2007) | Conselleria de Cooperació i Participació (2004-2007) | Conselleria de Cooperació i Participació (2004-2007) | Conselleria de Cooperació i Participació (2004-2007) | Conselleria de Cooperació i Participació (2004-2007) |
| ------------------------------------------------------------------------------------------- | ---------------------------------------------------- | ---------------------------------------------------- | ---------------------------------------------------- | ---------------------------------------------------- | ---------------------------------------------------- | ---------------------------------------------------- | ---------------------------------------------------- |
| 1                                                                                           | VI                                                   |                                                      | Gema Amor Pérez                                      | 27 d'agost de 2004                                   | 29 de juny de 2007                                   |                                                      | PP                                                   |
| Conselleria d'Immigració i Ciutadania (2007-2009)                                           |                                                      |                                                      |                                                      |                                                      |                                                      |                                                      |                                                      |
| Conselleria de Solidaritat i Ciutadania (2009-2011)                                         |                                                      |                                                      |                                                      |                                                      |                                                      |                                                      |                                                      |
| 2                                                                                           | VII                                                  |                                                      | Rafael Blasco Castany                                | 29 de juny de 2007                                   | 22 de juny de 2011                                   |                                                      | PP                                                   |
| Dissolta (2011-2015)                                                                        |                                                      |                                                      |                                                      |                                                      |                                                      |                                                      |                                                      |
| Conselleria de Transparència, Responsabilitat Social, Participació i Cooperació (2015-2019) |                                                      |                                                      |                                                      |                                                      |                                                      |                                                      |                                                      |
| 3                                                                                           | IX                                                   |                                                      | Manuel Francisco Alcaraz Ramos                       | 29 de juny de 2015                                   | 17 de juny de 2019                                   |                                                      | Compromís                                            |
| Conselleria de Participació, Transparència, Cooperació i Qualitat Democràtica (2019-)       |                                                      |                                                      |                                                      |                                                      |                                                      |                                                      |                                                      |
| 4                                                                                           | X                                                    |                                                      | Rosa Pérez Garijo                                    | 17 de juny de 2019                                   |                                                      |                                                      | EUPV                                                 |